# 哥萨克民歌

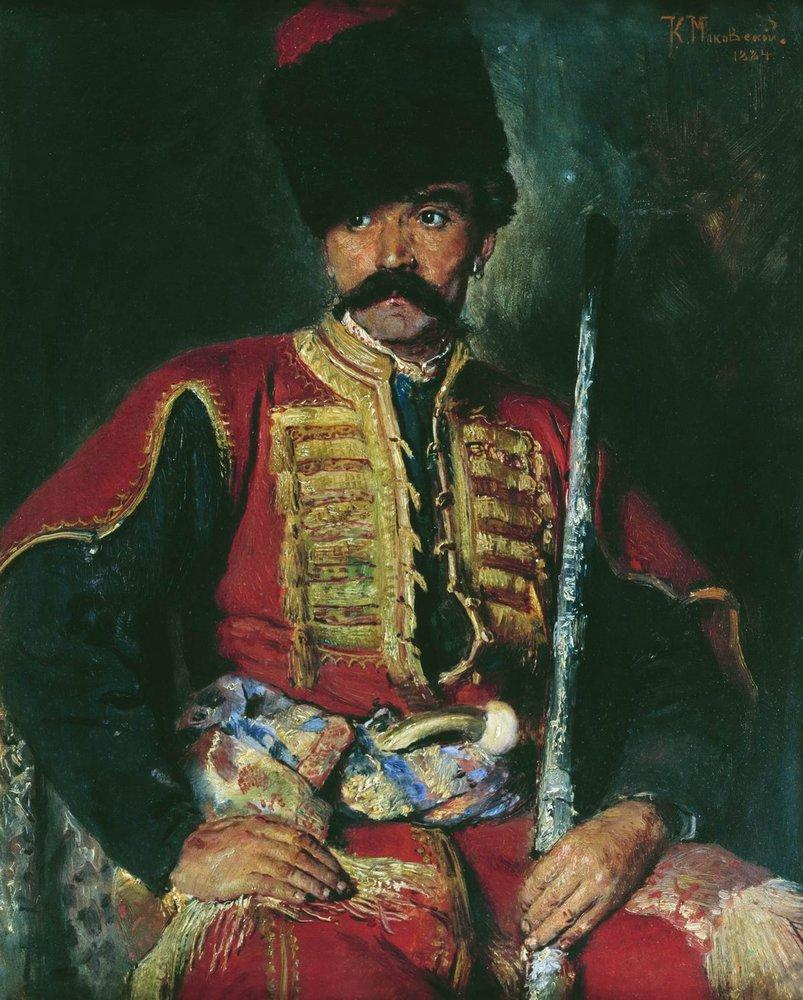
康斯安丁·马科夫斯基所绘的札波羅結哥薩克人（1884 年）

哥萨克民歌指的是时期的哥萨克人创作的民歌。

## 第聂伯罗彼得罗夫斯克州哥萨克民歌
第聂伯罗彼得罗夫斯克州的扎波罗热哥萨克歌曲（乌克兰语：Козацькі пісні Дніпропетровщини）已被列为急需保护的非物质文化遗产。   传统哥萨克民歌多半由男性歌唱；如今，女性成为了这些歌曲的主要传唱人，而且很少有男女混合的团体演唱。联合国教科文组织的名单中曾提到克利尼夏、博胡斯拉夫什卡、培尔朔茨维特三个合唱团。

### 非物质文化遗产名录
2014年，第聂伯罗彼得罗夫斯克地区开始着手将哥萨克歌曲列入联合国教科文组织非物质遗产名录。2016年11月28日，非物质文化遗产名录保护委员会将第聂伯罗彼得罗夫斯克地区的哥萨克歌曲列入急需保护的非物质文化遗产名录。委员会称，这些由该地区哥萨克社区演唱的作品讲述了战争的悲剧和士兵的个人经历；歌词与过去保持着精神联系，但也不乏趣味。

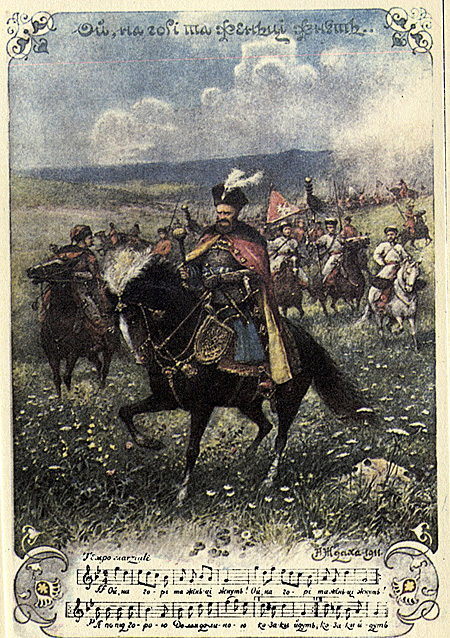
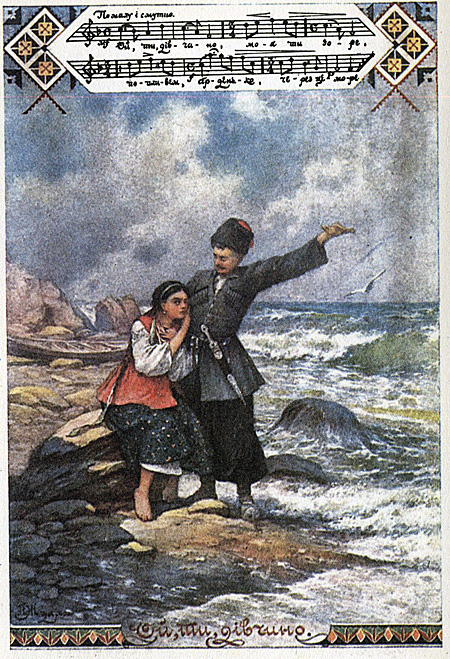
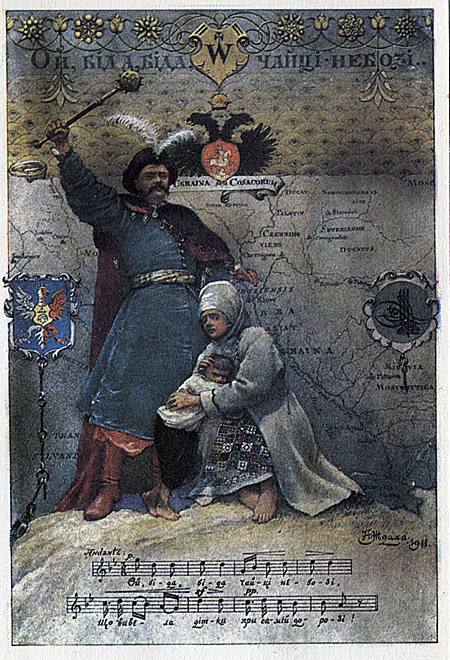
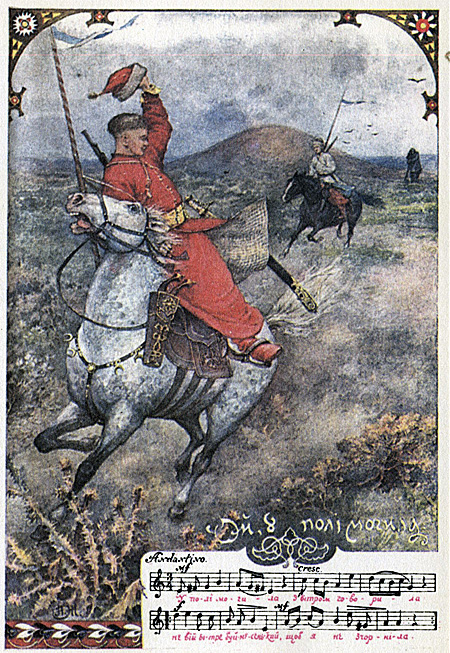
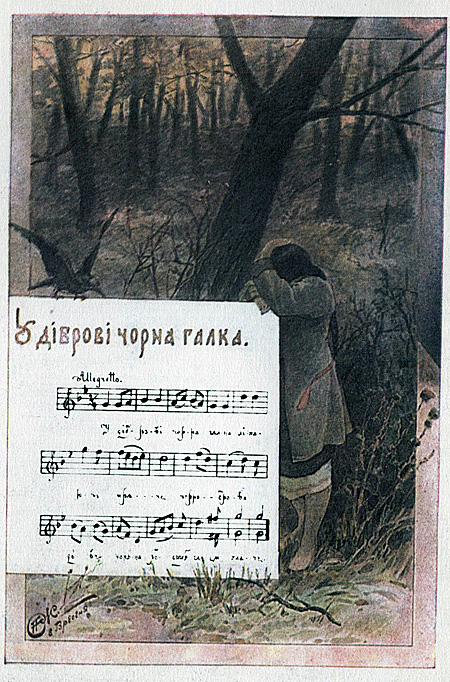